# حمود الجائفي
حمود بن حمود بن عائض الجائفي (1918 – 1985 م) ضابط عسكري ودبلوماسي يمني، ولد في قرية وادي ظهر بمديرية همدان بمحافظة صنعاء، عُيِّنَ عضوًا في مجلس قيادة ثورة 26 سبتمبر، ووزيرًا للحربية في أول حكومة، ثم عين سفيرًا لليمن في الجمهورية العربية المتحدة – مصر- عام 1963، ثم رئيسًا للوزراء عام 1964، ثم وزيرًا للخزانة والاقتصاد، ورئيسًا لمجلس الدفاع الوطني، وعضوًا في المجلس الجمهوري عام 1965، ثم وزيرًا للحربية عام 1966م.
بعد حرب وحصار السبعين كُلِّف الجائفي بمهام القائد العام للقوات المسلحة، ثم عين سفيرًا لدى ليبيا سنة 1974، ثم سفيرًا في المملكة العربية السعودية سنة 1976م.
توفي عام 1985 م في مدينة القاهرة.

## حياته وتعليمه
ولد الجائفي عام 1918م بوادي ظهر – همدان – لواء صنعاء. ودرس بمدارسها الابتدائية والإعدادية، ثم التحق بالمدرسة الحربية في مدينة صنعاء، وفي عام 1935م؛ التحق بالكلية العسكرية في بغداد، وتخرج منها برتبة (ملازم ثانٍ)، ثم عاد إلى اليمن، والتحق بالجيش الدفاعي عام 1940، وتقلَّد فيه عددًا من المناصب، وشارك في ثورة الدستور سنة 1948م وسجن على أثر ذلك في سجون مدينة حجة، وبعد سبع سنوات خرج من السجن، وعينه الإمام أحمد بن يحيى مديرًا لميناء الحديدة، ومديرًا للأمن، برتبة عميد، ثم عينه مديرًا للكلية الحربية؛ فأنشأ فيها مدرسة الأسلحة للتدريب على الأسلحة الخفيفة والمتوسطة والثقيلة، وكان من رموز ثورة 26 سبتمبر عام 1962م.

## الثورة
عُين كوزير للحربية في أول حكومة بعد ثورة 27 سبتمبر 1962م وعضوا في مجلس قيادة الثورة. ثم عُيِّن سفيراً لدى الجمهورية العربية المتحدة عام 1963. ولكن مالبث أن استدعي لتشكيل وزارة برئاسته بتاريخ 29 أبريل 1964م وحتى 5 يناير 1965، حيث أُقيلت وزارته، ولكن تم تعيينه وزيرًا للخزانة والاقتصاد في 6 يناير 1965، ثم شغل منصب رئيس مجلس الدفاع الوطني في 28 مايو 1965، وعضو المجلس الجمهوري بتاريخ 4 سبتمبر 1965م.
تم تعيينه وزيرًا للحربية مرة ثانية بتاريخ 16 أبريل 1966، واستلم مهام القائد العام للقوات المسلحة بعد حصار السبعين يوما للعاصمة صنعاء. انتهى به المطاف السياسي سفيرًا لدى ليبيا عام 1974م ثم لدى السعودية عام 1976م.
توفي بالقاهرة بتاريخ 22 مارس 1985، حيث دفن بأرض الوطن.